# Lawn Dogs
Lawn Dogs is een film uit 1997 onder regie van John Duigan.

## Verhaal
Devon is een 10-jarig kind die woont in een rustige rijkeluis buurt. Toch is haar leeftijd slechts schijn. Ze ergert zich dood aan het gedrag van haar leeftijdsgenoten en is erg zelfstandig. Ze raakt  geïnteresseerd in Trent, een arme grasmaaier die de gazons van de rijken van de wijk maait. Hoewel de twee alleen bevriend zijn, denken Devons ouders na een tijd dat Trent meer van plan te doen is met Devon. Dan zal Devon een fatale keuze moeten maken...

## Rolverdeling
| Acteur               | Personage       |
| -------------------- | --------------- |
| Mischa Barton        | Devon Stockard  |
| Sam Rockwell         | Trent           |
| Christopher McDonald | Morton Stockard |
| Kathleen Quinlan     | Clare Stockard  |
| Miles Meehan         | Billy           |
| Bruce McGill         | Nash            |
| Eric Mabius          | Sean            |
| David Barry Gray     | Brett           |
| Angie Harmon         | Pam             |
| Beth Grant           | Trents moeder   |
| Tom Aldredge         | Trents vader    |